# Cyanoloxia
Cyanoloxia (лат.) — род птиц из семейства кардиналовых (Cardinalidae), представители рода распространены в Мексике, Центральной и Южной Америке.
В состав рода включают четыре вида:
| Изображение | Научное название          | Русское название                                                   | Распространение |
| ----------- | ------------------------- | ------------------------------------------------------------------ | --- |
|             | Cyanoloxia glaucocaerulea | Бирюзовый овсянковый кардинал или индиговый большеклюв             | Аргентина, Бразилия и Уругвай |
|             | Cyanoloxia brissonii      | Ультрамариновый большеклюв или ультрамариновый овсянковый кардинал | Северо-восточная и центральная Бразилия, Боливия, Парагвай, Аргентина                                                                                          |
|             | Cyanoloxia rothschildii   |                                                                    | западная Амазония |
|             | Cyanoloxia cyanoides      | Чёрно-синий большеклюв или чёрно-синий овсянковый кардинал         | Белиз, Боливия, Бразилия, Венесуэла, Колумбия, Коста-Рика, Эквадор, Французская Гвиана, Гватемала, Гайана, Гондурас, Мексика, Никарагуа, Панама, Перу, Суринам |